# Gabriella Gatti
Gabriella Gatti (Roma, 5 de juliol de 1908 – idm. 22 d'octubre de 2003) fou una soprano italiana.

## Biografia
El 1926, a l'edat de divuit anys, es va graduar en piano al Conservatori de Santa Cecília de Roma. Després de classes magistrals al Teatro Reale, el 1933 va debutar amb Nabucco al Politeama de Florència, al costat de Carlo Galeffi i dirigit per Vittorio Gui.
El 1934 va ser Euridice a L'Orfeo de Claudio Monteverdi al Teatro dell'Opera de Roma, on el mateix any també va aparèixer a Fedra d'Ildebrando Pizzetti, l'any següent a Otello i el 1936 a La forza del destino al costat de Beniamino Gigli. El 1938 va fer el seu debut al Teatro alla Scala a Silvano de Pietro Mascagni.
Durant la guerra va interpretar el paper de Maria en l'estrena italiana de Wozzeck d'Alban Berg el 1942. En aquells anys va conèixer i es va fer amiga de la violinista Gioconda De Vito, a qui va estar vinculada fins a la seva mort.
Després de la seva actuació a Pulcinella d'Igor Stravinski i a Miserere de Niccolò Jommelli a principis dels anys cinquanta, va fer la seva última aparició pública en un concert per a la RAI el 14 de març de 1953. A més del repertori operístic va interpretar àries de concert, lieder, oratoris i música sacra. La documentació relativa a la seva activitat artística forma part de l'Arxiu Històric del Teatro dell'Opera di Roma.
Era germana de l'arqueòleg Guglielmo Gatti.

## Anàlisi tècnica
La seva veu era lírica de caràcter, premiada en el timbre i expressió, i ella es va presentar com un exemple de l'estil refinat, clàssic en un moment en què la manera oposada prevalia entre sopranos italianes. Gabriella va ser admirada en papers com ara; Comtessa Almaviva, Semiramide, Mathilde, Desdèmona, etc.,,
Es pot escoltar en alguns enregistraments, en particular a Le nozze di Figaro, junt Sesto Bruscantini, Alda Noni, Italo Tajo, i com Fenena en Nabucco.